# Aria (Navarre)
Pour les articles homonymes, voir Aria (homonymie).
Aria est une ville et une municipalité de la Communauté forale de Navarre dans le Nord de l'Espagne.
Elle est située dans la zone bascophone de la province où la langue basque est coofficielle avec l'espagnol et dans la vallée d'Aezkoa, dans la mérindade de Sangüesa. Le secrétaire de mairie est aussi celui de Garralda.

## Économie
Ses habitants se sont orientés traditionnellement à l'agriculture (pomme de terre, fourrage pour le bétail, céréales...) et l'élevage (vache pyrénéenne, brebis et jument). Activités amplement en déclivité aujourd'hui ce qui a provoqué une grande dépopulation durant ces 50 dernières années.

## Architecture
Architecturalement parlant, elle est composée de maisons familiales avec une étage de vie, un espace pour le bétail et un grenier pour le fourrage. Les toits ont de pentes importantes, à cause des fortes neiges, certains ont quatre pentes. 
On trouve également quelques greniers à grain circulaires ou rectangulaires en pierre et posés sur des piliers anciennement destinés au stockage du grain. 

## Langues
En 2011, 40,3% de la population d'Aria ayant 16 ans et plus avait le basque comme langue maternelle. La population totale située dans la zone bascophone en 2018, comprenant 64 municipalités dont Aria, était bilingue à 60.8%, à cela s'ajoute 10.7% de bilingues réceptifs.
Certains habitants maintiennent vivantes le basque propre à cette vallée (Aezkera) en grand risque de disparition au profit du basque unifié ou batua.

### Droit
En accord avec Loi forale 18/1986 du 15 décembre sur le basque, la Navarre est linguistiquement divisée en trois zones. Cette municipalité fait partie de la zone bascophone où l'utilisation du basque y est majoritaire. Le basque et le castillan sont utilisés dans l'Administration publique, les médias, les manifestations culturelles et en éducation cependant l'usage courant du basque y est présent et encouragé le plus souvent.

## Patrimoine

### Patrimoine religieux
- L'église paroissiale de San Andres (Église de Saint André)[3].

### Patrimoine civil
- Greniers à grain d'Etxeberri, Apat, Xamar, et Jauri.

### Sources
- (es) Cet article est partiellement ou en totalité issu de l’article de Wikipédia en espagnol intitulé « Aria (Navarra) » (voir la liste des auteurs).